# Cosmoscarta nexa
Cosmoscarta nexa är en insektsart som först beskrevs av Walker 1870.  Cosmoscarta nexa ingår i släktet Cosmoscarta och familjen spottstritar. Inga underarter finns listade i Catalogue of Life.